# Geophilus okolonae
Geophilus okolonae är en mångfotingart som beskrevs av Charles Harvey Bollman 1888. Geophilus okolonae ingår i släktet Geophilus och familjen storjordkrypare. Inga underarter finns listade i Catalogue of Life.